# Jean Carlos Silva Rocha
Jean Carlos Silva Rocha, meglio noto come Jean Carlos (Prata, 10 maggio 1996), è un calciatore brasiliano, attaccante del Raków Częstochowa.

## Caratteristiche tecniche
È un'ala destra.

## Carriera

### Nazionale
Nel 2015 è stato convocato dal Brasile Under-20 per disputare i Mondiali Under-20.